# 犹他州议会大厦
犹他州议会大厦位于美国犹他州盐湖城的议会山，俯瞰市中心，为州长办公室和州议会所在地。
这是一座新古典主义建筑，建于1912年到1916年。1978年列入國家史蹟名錄。